# محسن يونس
محسن يونس كاتب وروائي وقاص مصري وُلد في مدينة دمياط، كتب الرواية، والقصة القصيرة، كما كتب في أدب الطفل، وصدرت أولى مجموعاته القصصية عام 1980 بعنوان «الأمثال».
ترأس محسن يونس المؤتمر الأول لأدب الطفل في دمياط عام 2015.

## أعماله ومؤلفاته
ألف للكاتب محسن يونس العديد من المؤلفات التي تنوعت ما بين الرواية، والقصة القصيرة، وأدب الطفل، ومنها:
- الأمثال في الكلام تضئ (مجموعة قصصية): صدرت عام 1992عن الهيئة المصرية العامة لقصور الثقافة بالقاهرة.[3]
- من ديوان الحمقى: صدرت عام 1995 عن دار الحدائق للطباعة والنشر والتوزيع بالقاهرة.[4]
- حلوانى عزيز الحلو: صدرت عام 1998 عن الهيئة المصرية العامة لقصور الثقافة بالقاهرة.[5]
- بيت الخلفة (رواية): صدرت عام 2004 عن الهيئة المصرية العامة للكتاب بالقاهرة.[6]
- لكل منا شجرته: صدرت عام 2005.[7]
- أوسى وسيزى في الفضاء: صدرت عام 2005.[8]
- سيرة جزيرة تدعى ديامو (مجموعة قصصية): صدرت عام 2008 عن دار فكرة للنشر والتوزيع بالقاهرة.[9]
- حكاية عن الألفة (رواية): صدرت عام 2009 عن دار فكرة للنشر والتوزيع بالقاهرة.[10]
- الكلام هنا للمساكين

- يوم للفرح (رواية): صدرت عام 2005.
- ما تبقى من بدايات بعيدة (رواية): صدرت عام 2012 عن الهيئة المصرية العامة لقصور الثقافة بالقاهرة.[11][12]
- حـرامـي الحـلة - شطحة روائية لوقائع إقامة جبرية (رواية): صدرت عام 2013 عن دار الأدهم للنشر والتوزيع بالقاهرة.[13][14]
- الملك الوجه - متن واحد وأربع نهايات (رواية): صدرت عام 2013 عن دار الأدهم للنشر والتوزيع بالقاهرة.[15][16]
- تدوير مفتاح الخزينة (رواية): صدرت عام 2013 عن دار الأدهم للنشر والتوزيع بالقاهرة.[17]
- خرائط التماسيح - مقامات معاصرة (رواية): صدر عام 2015 عن مركز الأهرام للترجمة والنشر بالقاهرة.[18][19]
- حسن السماع وطيب المقام - ملاحقات تاريخية (مجموعة قصصية): صدرت عام 2016 عن الهيئة المصرية العامة لقصور الثقافة بالقاهرة.[20]
- منام الظل.. إطلالة على حياة قنبلة موقوتة (رواية): صدرت عام 2017 عن دار بتانة للنشر والتوزيع بالقاهرة.[21][22]
- بانتظار المنقذ الأعظم (رواية): صدرت عام 2018 عن الدار العربية للعلوم ناشرون للنشر والتوزيع ببيروت.[23]
- منطق الزهر (رواية): صدرت عام 2020 عن دار خطوط وظلال للنشر والتوزيع بعمّان.[24][25]
- 40 ألف كلمة (رواية): صدرت عام 2021 عن دار الأدهم للنشر والتوزيع بالقاهرة.[26][27]